# 札幌ふるさと再発見
札幌ふるさと再発見（さっぽろふるさとさいはっけん）は、札幌テレビ放送（STV）で放送されている札幌市の市政広報番組。

## 概要
札幌の地域にまつわる話題を番組内で放送。
番組は札幌・帯広・釧路エリアのみの放送で、旭川・北見エリアは「旭川市民ニュース」、函館・苫小牧・室蘭エリアは「函館市民ニュース」を放送している。また帯広・釧路エリアは2011年7月から2013年3月まで「Seeds cafe」に差し替え放送されていた。デジタル放送では当初全道一律放送であったが、2010年6月からはワンセグを除きアナログ同様のエリアとなった。そのため、別番組に差し替えているエリアではワンセグ独自番組扱いとなっている。2010年7月放送分からはハイビジョン制作に移行された。
なお、札幌市のホームページにある「広報番組のページ」からも、2007年4月以降の放送内容を動画で視聴することができる。

## 放送時間
- 毎週土曜日 11:35 - 11:40（JST）

ただし不定期で休止あり（番組案内など）。また、年末年始および毎年6月のYOSAKOIソーラン祭りの特別番組があるときは時間変更であっても通常通り放送されることがある。
2023年3月までは11:54 - 12:00放送。